# Partie století
Partií století je nazývána šachová partie sehraná 17. října 1956 na Rosenwaldově memoriálu v New Yorku mezi Donaldem Byrnem a třináctiletým Robertem Jamesem "Bobby" Fischerem, budoucím mistrem světa (1972–1975). Fischer, hrající černými, zvítězil útočnou i pozičně vynikající hrou s mnoha oběťmi. Zahájením byla Grünfeldova indická obrana.

## Průběh
1. Jf3 Jf6
Nezávazný tah, který může vést k řadě zahájení.
2. c4 g6
3. Jc3 Sg7
Fischer založil hru na hypermoderních principech. Nabízí bílému vytvoření pěšcového centra, na které pak bude útočit. Fianchettovaný střelec ovládá diagonálu a1-h8, včetně důležitých polí v centru.
4. d4 0-0
Rošuje, aby rychle uvedl krále do bezpečí.
5. Sf4 d5
6. Db3 dxc4
7. Dxc4 c6
8. e4 Jbd7
9. Vd1 Jb6
10. Dc5 Sg4
Bílý je nyní lépe vyvinutý a měl zahrát 11. Se2, a provést rošádu. Partie Flear-Morris, Dublin 1991 probíhala: 11. Se2 Jfd7 12. Da3 Sxf3 13. Sxf3 e5 14. dxe5 De8 15. Se2 Jxe5 16. 0-0 +/-.
|   | a | b | c | d | e | f | g | h |   |
| 8 | a8 černý věž · d8 černý dáma · f8 černý věž · g8 černý král · a7 černý pěšec · b7 černý pěšec · e7 černý pěšec · f7 černý pěšec · g7 černý střelec · h7 černý pěšec · b6 černý jezdec · c6 černý pěšec · f6 černý jezdec · g6 černý pěšec · c5 bílý dáma · g5 bílý střelec · d4 bílý pěšec · e4 bílý pěšec · g4 černý střelec · c3 bílý jezdec · f3 bílý jezdec · a2 bílý pěšec · b2 bílý pěšec · f2 bílý pěšec · g2 bílý pěšec · h2 bílý pěšec · d1 bílý věž · e1 bílý král · f1 bílý střelec · h1 bílý věž | a8 černý věž · d8 černý dáma · f8 černý věž · g8 černý král · a7 černý pěšec · b7 černý pěšec · e7 černý pěšec · f7 černý pěšec · g7 černý střelec · h7 černý pěšec · b6 černý jezdec · c6 černý pěšec · f6 černý jezdec · g6 černý pěšec · c5 bílý dáma · g5 bílý střelec · d4 bílý pěšec · e4 bílý pěšec · g4 černý střelec · c3 bílý jezdec · f3 bílý jezdec · a2 bílý pěšec · b2 bílý pěšec · f2 bílý pěšec · g2 bílý pěšec · h2 bílý pěšec · d1 bílý věž · e1 bílý král · f1 bílý střelec · h1 bílý věž | a8 černý věž · d8 černý dáma · f8 černý věž · g8 černý král · a7 černý pěšec · b7 černý pěšec · e7 černý pěšec · f7 černý pěšec · g7 černý střelec · h7 černý pěšec · b6 černý jezdec · c6 černý pěšec · f6 černý jezdec · g6 černý pěšec · c5 bílý dáma · g5 bílý střelec · d4 bílý pěšec · e4 bílý pěšec · g4 černý střelec · c3 bílý jezdec · f3 bílý jezdec · a2 bílý pěšec · b2 bílý pěšec · f2 bílý pěšec · g2 bílý pěšec · h2 bílý pěšec · d1 bílý věž · e1 bílý král · f1 bílý střelec · h1 bílý věž | a8 černý věž · d8 černý dáma · f8 černý věž · g8 černý král · a7 černý pěšec · b7 černý pěšec · e7 černý pěšec · f7 černý pěšec · g7 černý střelec · h7 černý pěšec · b6 černý jezdec · c6 černý pěšec · f6 černý jezdec · g6 černý pěšec · c5 bílý dáma · g5 bílý střelec · d4 bílý pěšec · e4 bílý pěšec · g4 černý střelec · c3 bílý jezdec · f3 bílý jezdec · a2 bílý pěšec · b2 bílý pěšec · f2 bílý pěšec · g2 bílý pěšec · h2 bílý pěšec · d1 bílý věž · e1 bílý král · f1 bílý střelec · h1 bílý věž | a8 černý věž · d8 černý dáma · f8 černý věž · g8 černý král · a7 černý pěšec · b7 černý pěšec · e7 černý pěšec · f7 černý pěšec · g7 černý střelec · h7 černý pěšec · b6 černý jezdec · c6 černý pěšec · f6 černý jezdec · g6 černý pěšec · c5 bílý dáma · g5 bílý střelec · d4 bílý pěšec · e4 bílý pěšec · g4 černý střelec · c3 bílý jezdec · f3 bílý jezdec · a2 bílý pěšec · b2 bílý pěšec · f2 bílý pěšec · g2 bílý pěšec · h2 bílý pěšec · d1 bílý věž · e1 bílý král · f1 bílý střelec · h1 bílý věž | a8 černý věž · d8 černý dáma · f8 černý věž · g8 černý král · a7 černý pěšec · b7 černý pěšec · e7 černý pěšec · f7 černý pěšec · g7 černý střelec · h7 černý pěšec · b6 černý jezdec · c6 černý pěšec · f6 černý jezdec · g6 černý pěšec · c5 bílý dáma · g5 bílý střelec · d4 bílý pěšec · e4 bílý pěšec · g4 černý střelec · c3 bílý jezdec · f3 bílý jezdec · a2 bílý pěšec · b2 bílý pěšec · f2 bílý pěšec · g2 bílý pěšec · h2 bílý pěšec · d1 bílý věž · e1 bílý král · f1 bílý střelec · h1 bílý věž | a8 černý věž · d8 černý dáma · f8 černý věž · g8 černý král · a7 černý pěšec · b7 černý pěšec · e7 černý pěšec · f7 černý pěšec · g7 černý střelec · h7 černý pěšec · b6 černý jezdec · c6 černý pěšec · f6 černý jezdec · g6 černý pěšec · c5 bílý dáma · g5 bílý střelec · d4 bílý pěšec · e4 bílý pěšec · g4 černý střelec · c3 bílý jezdec · f3 bílý jezdec · a2 bílý pěšec · b2 bílý pěšec · f2 bílý pěšec · g2 bílý pěšec · h2 bílý pěšec · d1 bílý věž · e1 bílý král · f1 bílý střelec · h1 bílý věž | a8 černý věž · d8 černý dáma · f8 černý věž · g8 černý král · a7 černý pěšec · b7 černý pěšec · e7 černý pěšec · f7 černý pěšec · g7 černý střelec · h7 černý pěšec · b6 černý jezdec · c6 černý pěšec · f6 černý jezdec · g6 černý pěšec · c5 bílý dáma · g5 bílý střelec · d4 bílý pěšec · e4 bílý pěšec · g4 černý střelec · c3 bílý jezdec · f3 bílý jezdec · a2 bílý pěšec · b2 bílý pěšec · f2 bílý pěšec · g2 bílý pěšec · h2 bílý pěšec · d1 bílý věž · e1 bílý král · f1 bílý střelec · h1 bílý věž | 8 |
| 7 | a8 černý věž · d8 černý dáma · f8 černý věž · g8 černý král · a7 černý pěšec · b7 černý pěšec · e7 černý pěšec · f7 černý pěšec · g7 černý střelec · h7 černý pěšec · b6 černý jezdec · c6 černý pěšec · f6 černý jezdec · g6 černý pěšec · c5 bílý dáma · g5 bílý střelec · d4 bílý pěšec · e4 bílý pěšec · g4 černý střelec · c3 bílý jezdec · f3 bílý jezdec · a2 bílý pěšec · b2 bílý pěšec · f2 bílý pěšec · g2 bílý pěšec · h2 bílý pěšec · d1 bílý věž · e1 bílý král · f1 bílý střelec · h1 bílý věž | a8 černý věž · d8 černý dáma · f8 černý věž · g8 černý král · a7 černý pěšec · b7 černý pěšec · e7 černý pěšec · f7 černý pěšec · g7 černý střelec · h7 černý pěšec · b6 černý jezdec · c6 černý pěšec · f6 černý jezdec · g6 černý pěšec · c5 bílý dáma · g5 bílý střelec · d4 bílý pěšec · e4 bílý pěšec · g4 černý střelec · c3 bílý jezdec · f3 bílý jezdec · a2 bílý pěšec · b2 bílý pěšec · f2 bílý pěšec · g2 bílý pěšec · h2 bílý pěšec · d1 bílý věž · e1 bílý král · f1 bílý střelec · h1 bílý věž | a8 černý věž · d8 černý dáma · f8 černý věž · g8 černý král · a7 černý pěšec · b7 černý pěšec · e7 černý pěšec · f7 černý pěšec · g7 černý střelec · h7 černý pěšec · b6 černý jezdec · c6 černý pěšec · f6 černý jezdec · g6 černý pěšec · c5 bílý dáma · g5 bílý střelec · d4 bílý pěšec · e4 bílý pěšec · g4 černý střelec · c3 bílý jezdec · f3 bílý jezdec · a2 bílý pěšec · b2 bílý pěšec · f2 bílý pěšec · g2 bílý pěšec · h2 bílý pěšec · d1 bílý věž · e1 bílý král · f1 bílý střelec · h1 bílý věž | a8 černý věž · d8 černý dáma · f8 černý věž · g8 černý král · a7 černý pěšec · b7 černý pěšec · e7 černý pěšec · f7 černý pěšec · g7 černý střelec · h7 černý pěšec · b6 černý jezdec · c6 černý pěšec · f6 černý jezdec · g6 černý pěšec · c5 bílý dáma · g5 bílý střelec · d4 bílý pěšec · e4 bílý pěšec · g4 černý střelec · c3 bílý jezdec · f3 bílý jezdec · a2 bílý pěšec · b2 bílý pěšec · f2 bílý pěšec · g2 bílý pěšec · h2 bílý pěšec · d1 bílý věž · e1 bílý král · f1 bílý střelec · h1 bílý věž | a8 černý věž · d8 černý dáma · f8 černý věž · g8 černý král · a7 černý pěšec · b7 černý pěšec · e7 černý pěšec · f7 černý pěšec · g7 černý střelec · h7 černý pěšec · b6 černý jezdec · c6 černý pěšec · f6 černý jezdec · g6 černý pěšec · c5 bílý dáma · g5 bílý střelec · d4 bílý pěšec · e4 bílý pěšec · g4 černý střelec · c3 bílý jezdec · f3 bílý jezdec · a2 bílý pěšec · b2 bílý pěšec · f2 bílý pěšec · g2 bílý pěšec · h2 bílý pěšec · d1 bílý věž · e1 bílý král · f1 bílý střelec · h1 bílý věž | a8 černý věž · d8 černý dáma · f8 černý věž · g8 černý král · a7 černý pěšec · b7 černý pěšec · e7 černý pěšec · f7 černý pěšec · g7 černý střelec · h7 černý pěšec · b6 černý jezdec · c6 černý pěšec · f6 černý jezdec · g6 černý pěšec · c5 bílý dáma · g5 bílý střelec · d4 bílý pěšec · e4 bílý pěšec · g4 černý střelec · c3 bílý jezdec · f3 bílý jezdec · a2 bílý pěšec · b2 bílý pěšec · f2 bílý pěšec · g2 bílý pěšec · h2 bílý pěšec · d1 bílý věž · e1 bílý král · f1 bílý střelec · h1 bílý věž | a8 černý věž · d8 černý dáma · f8 černý věž · g8 černý král · a7 černý pěšec · b7 černý pěšec · e7 černý pěšec · f7 černý pěšec · g7 černý střelec · h7 černý pěšec · b6 černý jezdec · c6 černý pěšec · f6 černý jezdec · g6 černý pěšec · c5 bílý dáma · g5 bílý střelec · d4 bílý pěšec · e4 bílý pěšec · g4 černý střelec · c3 bílý jezdec · f3 bílý jezdec · a2 bílý pěšec · b2 bílý pěšec · f2 bílý pěšec · g2 bílý pěšec · h2 bílý pěšec · d1 bílý věž · e1 bílý král · f1 bílý střelec · h1 bílý věž | a8 černý věž · d8 černý dáma · f8 černý věž · g8 černý král · a7 černý pěšec · b7 černý pěšec · e7 černý pěšec · f7 černý pěšec · g7 černý střelec · h7 černý pěšec · b6 černý jezdec · c6 černý pěšec · f6 černý jezdec · g6 černý pěšec · c5 bílý dáma · g5 bílý střelec · d4 bílý pěšec · e4 bílý pěšec · g4 černý střelec · c3 bílý jezdec · f3 bílý jezdec · a2 bílý pěšec · b2 bílý pěšec · f2 bílý pěšec · g2 bílý pěšec · h2 bílý pěšec · d1 bílý věž · e1 bílý král · f1 bílý střelec · h1 bílý věž | 7 |
| 6 | a8 černý věž · d8 černý dáma · f8 černý věž · g8 černý král · a7 černý pěšec · b7 černý pěšec · e7 černý pěšec · f7 černý pěšec · g7 černý střelec · h7 černý pěšec · b6 černý jezdec · c6 černý pěšec · f6 černý jezdec · g6 černý pěšec · c5 bílý dáma · g5 bílý střelec · d4 bílý pěšec · e4 bílý pěšec · g4 černý střelec · c3 bílý jezdec · f3 bílý jezdec · a2 bílý pěšec · b2 bílý pěšec · f2 bílý pěšec · g2 bílý pěšec · h2 bílý pěšec · d1 bílý věž · e1 bílý král · f1 bílý střelec · h1 bílý věž | a8 černý věž · d8 černý dáma · f8 černý věž · g8 černý král · a7 černý pěšec · b7 černý pěšec · e7 černý pěšec · f7 černý pěšec · g7 černý střelec · h7 černý pěšec · b6 černý jezdec · c6 černý pěšec · f6 černý jezdec · g6 černý pěšec · c5 bílý dáma · g5 bílý střelec · d4 bílý pěšec · e4 bílý pěšec · g4 černý střelec · c3 bílý jezdec · f3 bílý jezdec · a2 bílý pěšec · b2 bílý pěšec · f2 bílý pěšec · g2 bílý pěšec · h2 bílý pěšec · d1 bílý věž · e1 bílý král · f1 bílý střelec · h1 bílý věž | a8 černý věž · d8 černý dáma · f8 černý věž · g8 černý král · a7 černý pěšec · b7 černý pěšec · e7 černý pěšec · f7 černý pěšec · g7 černý střelec · h7 černý pěšec · b6 černý jezdec · c6 černý pěšec · f6 černý jezdec · g6 černý pěšec · c5 bílý dáma · g5 bílý střelec · d4 bílý pěšec · e4 bílý pěšec · g4 černý střelec · c3 bílý jezdec · f3 bílý jezdec · a2 bílý pěšec · b2 bílý pěšec · f2 bílý pěšec · g2 bílý pěšec · h2 bílý pěšec · d1 bílý věž · e1 bílý král · f1 bílý střelec · h1 bílý věž | a8 černý věž · d8 černý dáma · f8 černý věž · g8 černý král · a7 černý pěšec · b7 černý pěšec · e7 černý pěšec · f7 černý pěšec · g7 černý střelec · h7 černý pěšec · b6 černý jezdec · c6 černý pěšec · f6 černý jezdec · g6 černý pěšec · c5 bílý dáma · g5 bílý střelec · d4 bílý pěšec · e4 bílý pěšec · g4 černý střelec · c3 bílý jezdec · f3 bílý jezdec · a2 bílý pěšec · b2 bílý pěšec · f2 bílý pěšec · g2 bílý pěšec · h2 bílý pěšec · d1 bílý věž · e1 bílý král · f1 bílý střelec · h1 bílý věž | a8 černý věž · d8 černý dáma · f8 černý věž · g8 černý král · a7 černý pěšec · b7 černý pěšec · e7 černý pěšec · f7 černý pěšec · g7 černý střelec · h7 černý pěšec · b6 černý jezdec · c6 černý pěšec · f6 černý jezdec · g6 černý pěšec · c5 bílý dáma · g5 bílý střelec · d4 bílý pěšec · e4 bílý pěšec · g4 černý střelec · c3 bílý jezdec · f3 bílý jezdec · a2 bílý pěšec · b2 bílý pěšec · f2 bílý pěšec · g2 bílý pěšec · h2 bílý pěšec · d1 bílý věž · e1 bílý král · f1 bílý střelec · h1 bílý věž | a8 černý věž · d8 černý dáma · f8 černý věž · g8 černý král · a7 černý pěšec · b7 černý pěšec · e7 černý pěšec · f7 černý pěšec · g7 černý střelec · h7 černý pěšec · b6 černý jezdec · c6 černý pěšec · f6 černý jezdec · g6 černý pěšec · c5 bílý dáma · g5 bílý střelec · d4 bílý pěšec · e4 bílý pěšec · g4 černý střelec · c3 bílý jezdec · f3 bílý jezdec · a2 bílý pěšec · b2 bílý pěšec · f2 bílý pěšec · g2 bílý pěšec · h2 bílý pěšec · d1 bílý věž · e1 bílý král · f1 bílý střelec · h1 bílý věž | a8 černý věž · d8 černý dáma · f8 černý věž · g8 černý král · a7 černý pěšec · b7 černý pěšec · e7 černý pěšec · f7 černý pěšec · g7 černý střelec · h7 černý pěšec · b6 černý jezdec · c6 černý pěšec · f6 černý jezdec · g6 černý pěšec · c5 bílý dáma · g5 bílý střelec · d4 bílý pěšec · e4 bílý pěšec · g4 černý střelec · c3 bílý jezdec · f3 bílý jezdec · a2 bílý pěšec · b2 bílý pěšec · f2 bílý pěšec · g2 bílý pěšec · h2 bílý pěšec · d1 bílý věž · e1 bílý král · f1 bílý střelec · h1 bílý věž | a8 černý věž · d8 černý dáma · f8 černý věž · g8 černý král · a7 černý pěšec · b7 černý pěšec · e7 černý pěšec · f7 černý pěšec · g7 černý střelec · h7 černý pěšec · b6 černý jezdec · c6 černý pěšec · f6 černý jezdec · g6 černý pěšec · c5 bílý dáma · g5 bílý střelec · d4 bílý pěšec · e4 bílý pěšec · g4 černý střelec · c3 bílý jezdec · f3 bílý jezdec · a2 bílý pěšec · b2 bílý pěšec · f2 bílý pěšec · g2 bílý pěšec · h2 bílý pěšec · d1 bílý věž · e1 bílý král · f1 bílý střelec · h1 bílý věž | 6 |
| 5 | a8 černý věž · d8 černý dáma · f8 černý věž · g8 černý král · a7 černý pěšec · b7 černý pěšec · e7 černý pěšec · f7 černý pěšec · g7 černý střelec · h7 černý pěšec · b6 černý jezdec · c6 černý pěšec · f6 černý jezdec · g6 černý pěšec · c5 bílý dáma · g5 bílý střelec · d4 bílý pěšec · e4 bílý pěšec · g4 černý střelec · c3 bílý jezdec · f3 bílý jezdec · a2 bílý pěšec · b2 bílý pěšec · f2 bílý pěšec · g2 bílý pěšec · h2 bílý pěšec · d1 bílý věž · e1 bílý král · f1 bílý střelec · h1 bílý věž | a8 černý věž · d8 černý dáma · f8 černý věž · g8 černý král · a7 černý pěšec · b7 černý pěšec · e7 černý pěšec · f7 černý pěšec · g7 černý střelec · h7 černý pěšec · b6 černý jezdec · c6 černý pěšec · f6 černý jezdec · g6 černý pěšec · c5 bílý dáma · g5 bílý střelec · d4 bílý pěšec · e4 bílý pěšec · g4 černý střelec · c3 bílý jezdec · f3 bílý jezdec · a2 bílý pěšec · b2 bílý pěšec · f2 bílý pěšec · g2 bílý pěšec · h2 bílý pěšec · d1 bílý věž · e1 bílý král · f1 bílý střelec · h1 bílý věž | a8 černý věž · d8 černý dáma · f8 černý věž · g8 černý král · a7 černý pěšec · b7 černý pěšec · e7 černý pěšec · f7 černý pěšec · g7 černý střelec · h7 černý pěšec · b6 černý jezdec · c6 černý pěšec · f6 černý jezdec · g6 černý pěšec · c5 bílý dáma · g5 bílý střelec · d4 bílý pěšec · e4 bílý pěšec · g4 černý střelec · c3 bílý jezdec · f3 bílý jezdec · a2 bílý pěšec · b2 bílý pěšec · f2 bílý pěšec · g2 bílý pěšec · h2 bílý pěšec · d1 bílý věž · e1 bílý král · f1 bílý střelec · h1 bílý věž | a8 černý věž · d8 černý dáma · f8 černý věž · g8 černý král · a7 černý pěšec · b7 černý pěšec · e7 černý pěšec · f7 černý pěšec · g7 černý střelec · h7 černý pěšec · b6 černý jezdec · c6 černý pěšec · f6 černý jezdec · g6 černý pěšec · c5 bílý dáma · g5 bílý střelec · d4 bílý pěšec · e4 bílý pěšec · g4 černý střelec · c3 bílý jezdec · f3 bílý jezdec · a2 bílý pěšec · b2 bílý pěšec · f2 bílý pěšec · g2 bílý pěšec · h2 bílý pěšec · d1 bílý věž · e1 bílý král · f1 bílý střelec · h1 bílý věž | a8 černý věž · d8 černý dáma · f8 černý věž · g8 černý král · a7 černý pěšec · b7 černý pěšec · e7 černý pěšec · f7 černý pěšec · g7 černý střelec · h7 černý pěšec · b6 černý jezdec · c6 černý pěšec · f6 černý jezdec · g6 černý pěšec · c5 bílý dáma · g5 bílý střelec · d4 bílý pěšec · e4 bílý pěšec · g4 černý střelec · c3 bílý jezdec · f3 bílý jezdec · a2 bílý pěšec · b2 bílý pěšec · f2 bílý pěšec · g2 bílý pěšec · h2 bílý pěšec · d1 bílý věž · e1 bílý král · f1 bílý střelec · h1 bílý věž | a8 černý věž · d8 černý dáma · f8 černý věž · g8 černý král · a7 černý pěšec · b7 černý pěšec · e7 černý pěšec · f7 černý pěšec · g7 černý střelec · h7 černý pěšec · b6 černý jezdec · c6 černý pěšec · f6 černý jezdec · g6 černý pěšec · c5 bílý dáma · g5 bílý střelec · d4 bílý pěšec · e4 bílý pěšec · g4 černý střelec · c3 bílý jezdec · f3 bílý jezdec · a2 bílý pěšec · b2 bílý pěšec · f2 bílý pěšec · g2 bílý pěšec · h2 bílý pěšec · d1 bílý věž · e1 bílý král · f1 bílý střelec · h1 bílý věž | a8 černý věž · d8 černý dáma · f8 černý věž · g8 černý král · a7 černý pěšec · b7 černý pěšec · e7 černý pěšec · f7 černý pěšec · g7 černý střelec · h7 černý pěšec · b6 černý jezdec · c6 černý pěšec · f6 černý jezdec · g6 černý pěšec · c5 bílý dáma · g5 bílý střelec · d4 bílý pěšec · e4 bílý pěšec · g4 černý střelec · c3 bílý jezdec · f3 bílý jezdec · a2 bílý pěšec · b2 bílý pěšec · f2 bílý pěšec · g2 bílý pěšec · h2 bílý pěšec · d1 bílý věž · e1 bílý král · f1 bílý střelec · h1 bílý věž | a8 černý věž · d8 černý dáma · f8 černý věž · g8 černý král · a7 černý pěšec · b7 černý pěšec · e7 černý pěšec · f7 černý pěšec · g7 černý střelec · h7 černý pěšec · b6 černý jezdec · c6 černý pěšec · f6 černý jezdec · g6 černý pěšec · c5 bílý dáma · g5 bílý střelec · d4 bílý pěšec · e4 bílý pěšec · g4 černý střelec · c3 bílý jezdec · f3 bílý jezdec · a2 bílý pěšec · b2 bílý pěšec · f2 bílý pěšec · g2 bílý pěšec · h2 bílý pěšec · d1 bílý věž · e1 bílý král · f1 bílý střelec · h1 bílý věž | 5 |
| 4 | a8 černý věž · d8 černý dáma · f8 černý věž · g8 černý král · a7 černý pěšec · b7 černý pěšec · e7 černý pěšec · f7 černý pěšec · g7 černý střelec · h7 černý pěšec · b6 černý jezdec · c6 černý pěšec · f6 černý jezdec · g6 černý pěšec · c5 bílý dáma · g5 bílý střelec · d4 bílý pěšec · e4 bílý pěšec · g4 černý střelec · c3 bílý jezdec · f3 bílý jezdec · a2 bílý pěšec · b2 bílý pěšec · f2 bílý pěšec · g2 bílý pěšec · h2 bílý pěšec · d1 bílý věž · e1 bílý král · f1 bílý střelec · h1 bílý věž | a8 černý věž · d8 černý dáma · f8 černý věž · g8 černý král · a7 černý pěšec · b7 černý pěšec · e7 černý pěšec · f7 černý pěšec · g7 černý střelec · h7 černý pěšec · b6 černý jezdec · c6 černý pěšec · f6 černý jezdec · g6 černý pěšec · c5 bílý dáma · g5 bílý střelec · d4 bílý pěšec · e4 bílý pěšec · g4 černý střelec · c3 bílý jezdec · f3 bílý jezdec · a2 bílý pěšec · b2 bílý pěšec · f2 bílý pěšec · g2 bílý pěšec · h2 bílý pěšec · d1 bílý věž · e1 bílý král · f1 bílý střelec · h1 bílý věž | a8 černý věž · d8 černý dáma · f8 černý věž · g8 černý král · a7 černý pěšec · b7 černý pěšec · e7 černý pěšec · f7 černý pěšec · g7 černý střelec · h7 černý pěšec · b6 černý jezdec · c6 černý pěšec · f6 černý jezdec · g6 černý pěšec · c5 bílý dáma · g5 bílý střelec · d4 bílý pěšec · e4 bílý pěšec · g4 černý střelec · c3 bílý jezdec · f3 bílý jezdec · a2 bílý pěšec · b2 bílý pěšec · f2 bílý pěšec · g2 bílý pěšec · h2 bílý pěšec · d1 bílý věž · e1 bílý král · f1 bílý střelec · h1 bílý věž | a8 černý věž · d8 černý dáma · f8 černý věž · g8 černý král · a7 černý pěšec · b7 černý pěšec · e7 černý pěšec · f7 černý pěšec · g7 černý střelec · h7 černý pěšec · b6 černý jezdec · c6 černý pěšec · f6 černý jezdec · g6 černý pěšec · c5 bílý dáma · g5 bílý střelec · d4 bílý pěšec · e4 bílý pěšec · g4 černý střelec · c3 bílý jezdec · f3 bílý jezdec · a2 bílý pěšec · b2 bílý pěšec · f2 bílý pěšec · g2 bílý pěšec · h2 bílý pěšec · d1 bílý věž · e1 bílý král · f1 bílý střelec · h1 bílý věž | a8 černý věž · d8 černý dáma · f8 černý věž · g8 černý král · a7 černý pěšec · b7 černý pěšec · e7 černý pěšec · f7 černý pěšec · g7 černý střelec · h7 černý pěšec · b6 černý jezdec · c6 černý pěšec · f6 černý jezdec · g6 černý pěšec · c5 bílý dáma · g5 bílý střelec · d4 bílý pěšec · e4 bílý pěšec · g4 černý střelec · c3 bílý jezdec · f3 bílý jezdec · a2 bílý pěšec · b2 bílý pěšec · f2 bílý pěšec · g2 bílý pěšec · h2 bílý pěšec · d1 bílý věž · e1 bílý král · f1 bílý střelec · h1 bílý věž | a8 černý věž · d8 černý dáma · f8 černý věž · g8 černý král · a7 černý pěšec · b7 černý pěšec · e7 černý pěšec · f7 černý pěšec · g7 černý střelec · h7 černý pěšec · b6 černý jezdec · c6 černý pěšec · f6 černý jezdec · g6 černý pěšec · c5 bílý dáma · g5 bílý střelec · d4 bílý pěšec · e4 bílý pěšec · g4 černý střelec · c3 bílý jezdec · f3 bílý jezdec · a2 bílý pěšec · b2 bílý pěšec · f2 bílý pěšec · g2 bílý pěšec · h2 bílý pěšec · d1 bílý věž · e1 bílý král · f1 bílý střelec · h1 bílý věž | a8 černý věž · d8 černý dáma · f8 černý věž · g8 černý král · a7 černý pěšec · b7 černý pěšec · e7 černý pěšec · f7 černý pěšec · g7 černý střelec · h7 černý pěšec · b6 černý jezdec · c6 černý pěšec · f6 černý jezdec · g6 černý pěšec · c5 bílý dáma · g5 bílý střelec · d4 bílý pěšec · e4 bílý pěšec · g4 černý střelec · c3 bílý jezdec · f3 bílý jezdec · a2 bílý pěšec · b2 bílý pěšec · f2 bílý pěšec · g2 bílý pěšec · h2 bílý pěšec · d1 bílý věž · e1 bílý král · f1 bílý střelec · h1 bílý věž | a8 černý věž · d8 černý dáma · f8 černý věž · g8 černý král · a7 černý pěšec · b7 černý pěšec · e7 černý pěšec · f7 černý pěšec · g7 černý střelec · h7 černý pěšec · b6 černý jezdec · c6 černý pěšec · f6 černý jezdec · g6 černý pěšec · c5 bílý dáma · g5 bílý střelec · d4 bílý pěšec · e4 bílý pěšec · g4 černý střelec · c3 bílý jezdec · f3 bílý jezdec · a2 bílý pěšec · b2 bílý pěšec · f2 bílý pěšec · g2 bílý pěšec · h2 bílý pěšec · d1 bílý věž · e1 bílý král · f1 bílý střelec · h1 bílý věž | 4 |
| 3 | a8 černý věž · d8 černý dáma · f8 černý věž · g8 černý král · a7 černý pěšec · b7 černý pěšec · e7 černý pěšec · f7 černý pěšec · g7 černý střelec · h7 černý pěšec · b6 černý jezdec · c6 černý pěšec · f6 černý jezdec · g6 černý pěšec · c5 bílý dáma · g5 bílý střelec · d4 bílý pěšec · e4 bílý pěšec · g4 černý střelec · c3 bílý jezdec · f3 bílý jezdec · a2 bílý pěšec · b2 bílý pěšec · f2 bílý pěšec · g2 bílý pěšec · h2 bílý pěšec · d1 bílý věž · e1 bílý král · f1 bílý střelec · h1 bílý věž | a8 černý věž · d8 černý dáma · f8 černý věž · g8 černý král · a7 černý pěšec · b7 černý pěšec · e7 černý pěšec · f7 černý pěšec · g7 černý střelec · h7 černý pěšec · b6 černý jezdec · c6 černý pěšec · f6 černý jezdec · g6 černý pěšec · c5 bílý dáma · g5 bílý střelec · d4 bílý pěšec · e4 bílý pěšec · g4 černý střelec · c3 bílý jezdec · f3 bílý jezdec · a2 bílý pěšec · b2 bílý pěšec · f2 bílý pěšec · g2 bílý pěšec · h2 bílý pěšec · d1 bílý věž · e1 bílý král · f1 bílý střelec · h1 bílý věž | a8 černý věž · d8 černý dáma · f8 černý věž · g8 černý král · a7 černý pěšec · b7 černý pěšec · e7 černý pěšec · f7 černý pěšec · g7 černý střelec · h7 černý pěšec · b6 černý jezdec · c6 černý pěšec · f6 černý jezdec · g6 černý pěšec · c5 bílý dáma · g5 bílý střelec · d4 bílý pěšec · e4 bílý pěšec · g4 černý střelec · c3 bílý jezdec · f3 bílý jezdec · a2 bílý pěšec · b2 bílý pěšec · f2 bílý pěšec · g2 bílý pěšec · h2 bílý pěšec · d1 bílý věž · e1 bílý král · f1 bílý střelec · h1 bílý věž | a8 černý věž · d8 černý dáma · f8 černý věž · g8 černý král · a7 černý pěšec · b7 černý pěšec · e7 černý pěšec · f7 černý pěšec · g7 černý střelec · h7 černý pěšec · b6 černý jezdec · c6 černý pěšec · f6 černý jezdec · g6 černý pěšec · c5 bílý dáma · g5 bílý střelec · d4 bílý pěšec · e4 bílý pěšec · g4 černý střelec · c3 bílý jezdec · f3 bílý jezdec · a2 bílý pěšec · b2 bílý pěšec · f2 bílý pěšec · g2 bílý pěšec · h2 bílý pěšec · d1 bílý věž · e1 bílý král · f1 bílý střelec · h1 bílý věž | a8 černý věž · d8 černý dáma · f8 černý věž · g8 černý král · a7 černý pěšec · b7 černý pěšec · e7 černý pěšec · f7 černý pěšec · g7 černý střelec · h7 černý pěšec · b6 černý jezdec · c6 černý pěšec · f6 černý jezdec · g6 černý pěšec · c5 bílý dáma · g5 bílý střelec · d4 bílý pěšec · e4 bílý pěšec · g4 černý střelec · c3 bílý jezdec · f3 bílý jezdec · a2 bílý pěšec · b2 bílý pěšec · f2 bílý pěšec · g2 bílý pěšec · h2 bílý pěšec · d1 bílý věž · e1 bílý král · f1 bílý střelec · h1 bílý věž | a8 černý věž · d8 černý dáma · f8 černý věž · g8 černý král · a7 černý pěšec · b7 černý pěšec · e7 černý pěšec · f7 černý pěšec · g7 černý střelec · h7 černý pěšec · b6 černý jezdec · c6 černý pěšec · f6 černý jezdec · g6 černý pěšec · c5 bílý dáma · g5 bílý střelec · d4 bílý pěšec · e4 bílý pěšec · g4 černý střelec · c3 bílý jezdec · f3 bílý jezdec · a2 bílý pěšec · b2 bílý pěšec · f2 bílý pěšec · g2 bílý pěšec · h2 bílý pěšec · d1 bílý věž · e1 bílý král · f1 bílý střelec · h1 bílý věž | a8 černý věž · d8 černý dáma · f8 černý věž · g8 černý král · a7 černý pěšec · b7 černý pěšec · e7 černý pěšec · f7 černý pěšec · g7 černý střelec · h7 černý pěšec · b6 černý jezdec · c6 černý pěšec · f6 černý jezdec · g6 černý pěšec · c5 bílý dáma · g5 bílý střelec · d4 bílý pěšec · e4 bílý pěšec · g4 černý střelec · c3 bílý jezdec · f3 bílý jezdec · a2 bílý pěšec · b2 bílý pěšec · f2 bílý pěšec · g2 bílý pěšec · h2 bílý pěšec · d1 bílý věž · e1 bílý král · f1 bílý střelec · h1 bílý věž | a8 černý věž · d8 černý dáma · f8 černý věž · g8 černý král · a7 černý pěšec · b7 černý pěšec · e7 černý pěšec · f7 černý pěšec · g7 černý střelec · h7 černý pěšec · b6 černý jezdec · c6 černý pěšec · f6 černý jezdec · g6 černý pěšec · c5 bílý dáma · g5 bílý střelec · d4 bílý pěšec · e4 bílý pěšec · g4 černý střelec · c3 bílý jezdec · f3 bílý jezdec · a2 bílý pěšec · b2 bílý pěšec · f2 bílý pěšec · g2 bílý pěšec · h2 bílý pěšec · d1 bílý věž · e1 bílý král · f1 bílý střelec · h1 bílý věž | 3 |
| 2 | a8 černý věž · d8 černý dáma · f8 černý věž · g8 černý král · a7 černý pěšec · b7 černý pěšec · e7 černý pěšec · f7 černý pěšec · g7 černý střelec · h7 černý pěšec · b6 černý jezdec · c6 černý pěšec · f6 černý jezdec · g6 černý pěšec · c5 bílý dáma · g5 bílý střelec · d4 bílý pěšec · e4 bílý pěšec · g4 černý střelec · c3 bílý jezdec · f3 bílý jezdec · a2 bílý pěšec · b2 bílý pěšec · f2 bílý pěšec · g2 bílý pěšec · h2 bílý pěšec · d1 bílý věž · e1 bílý král · f1 bílý střelec · h1 bílý věž | a8 černý věž · d8 černý dáma · f8 černý věž · g8 černý král · a7 černý pěšec · b7 černý pěšec · e7 černý pěšec · f7 černý pěšec · g7 černý střelec · h7 černý pěšec · b6 černý jezdec · c6 černý pěšec · f6 černý jezdec · g6 černý pěšec · c5 bílý dáma · g5 bílý střelec · d4 bílý pěšec · e4 bílý pěšec · g4 černý střelec · c3 bílý jezdec · f3 bílý jezdec · a2 bílý pěšec · b2 bílý pěšec · f2 bílý pěšec · g2 bílý pěšec · h2 bílý pěšec · d1 bílý věž · e1 bílý král · f1 bílý střelec · h1 bílý věž | a8 černý věž · d8 černý dáma · f8 černý věž · g8 černý král · a7 černý pěšec · b7 černý pěšec · e7 černý pěšec · f7 černý pěšec · g7 černý střelec · h7 černý pěšec · b6 černý jezdec · c6 černý pěšec · f6 černý jezdec · g6 černý pěšec · c5 bílý dáma · g5 bílý střelec · d4 bílý pěšec · e4 bílý pěšec · g4 černý střelec · c3 bílý jezdec · f3 bílý jezdec · a2 bílý pěšec · b2 bílý pěšec · f2 bílý pěšec · g2 bílý pěšec · h2 bílý pěšec · d1 bílý věž · e1 bílý král · f1 bílý střelec · h1 bílý věž | a8 černý věž · d8 černý dáma · f8 černý věž · g8 černý král · a7 černý pěšec · b7 černý pěšec · e7 černý pěšec · f7 černý pěšec · g7 černý střelec · h7 černý pěšec · b6 černý jezdec · c6 černý pěšec · f6 černý jezdec · g6 černý pěšec · c5 bílý dáma · g5 bílý střelec · d4 bílý pěšec · e4 bílý pěšec · g4 černý střelec · c3 bílý jezdec · f3 bílý jezdec · a2 bílý pěšec · b2 bílý pěšec · f2 bílý pěšec · g2 bílý pěšec · h2 bílý pěšec · d1 bílý věž · e1 bílý král · f1 bílý střelec · h1 bílý věž | a8 černý věž · d8 černý dáma · f8 černý věž · g8 černý král · a7 černý pěšec · b7 černý pěšec · e7 černý pěšec · f7 černý pěšec · g7 černý střelec · h7 černý pěšec · b6 černý jezdec · c6 černý pěšec · f6 černý jezdec · g6 černý pěšec · c5 bílý dáma · g5 bílý střelec · d4 bílý pěšec · e4 bílý pěšec · g4 černý střelec · c3 bílý jezdec · f3 bílý jezdec · a2 bílý pěšec · b2 bílý pěšec · f2 bílý pěšec · g2 bílý pěšec · h2 bílý pěšec · d1 bílý věž · e1 bílý král · f1 bílý střelec · h1 bílý věž | a8 černý věž · d8 černý dáma · f8 černý věž · g8 černý král · a7 černý pěšec · b7 černý pěšec · e7 černý pěšec · f7 černý pěšec · g7 černý střelec · h7 černý pěšec · b6 černý jezdec · c6 černý pěšec · f6 černý jezdec · g6 černý pěšec · c5 bílý dáma · g5 bílý střelec · d4 bílý pěšec · e4 bílý pěšec · g4 černý střelec · c3 bílý jezdec · f3 bílý jezdec · a2 bílý pěšec · b2 bílý pěšec · f2 bílý pěšec · g2 bílý pěšec · h2 bílý pěšec · d1 bílý věž · e1 bílý král · f1 bílý střelec · h1 bílý věž | a8 černý věž · d8 černý dáma · f8 černý věž · g8 černý král · a7 černý pěšec · b7 černý pěšec · e7 černý pěšec · f7 černý pěšec · g7 černý střelec · h7 černý pěšec · b6 černý jezdec · c6 černý pěšec · f6 černý jezdec · g6 černý pěšec · c5 bílý dáma · g5 bílý střelec · d4 bílý pěšec · e4 bílý pěšec · g4 černý střelec · c3 bílý jezdec · f3 bílý jezdec · a2 bílý pěšec · b2 bílý pěšec · f2 bílý pěšec · g2 bílý pěšec · h2 bílý pěšec · d1 bílý věž · e1 bílý král · f1 bílý střelec · h1 bílý věž | a8 černý věž · d8 černý dáma · f8 černý věž · g8 černý král · a7 černý pěšec · b7 černý pěšec · e7 černý pěšec · f7 černý pěšec · g7 černý střelec · h7 černý pěšec · b6 černý jezdec · c6 černý pěšec · f6 černý jezdec · g6 černý pěšec · c5 bílý dáma · g5 bílý střelec · d4 bílý pěšec · e4 bílý pěšec · g4 černý střelec · c3 bílý jezdec · f3 bílý jezdec · a2 bílý pěšec · b2 bílý pěšec · f2 bílý pěšec · g2 bílý pěšec · h2 bílý pěšec · d1 bílý věž · e1 bílý král · f1 bílý střelec · h1 bílý věž | 2 |
| 1 | a8 černý věž · d8 černý dáma · f8 černý věž · g8 černý král · a7 černý pěšec · b7 černý pěšec · e7 černý pěšec · f7 černý pěšec · g7 černý střelec · h7 černý pěšec · b6 černý jezdec · c6 černý pěšec · f6 černý jezdec · g6 černý pěšec · c5 bílý dáma · g5 bílý střelec · d4 bílý pěšec · e4 bílý pěšec · g4 černý střelec · c3 bílý jezdec · f3 bílý jezdec · a2 bílý pěšec · b2 bílý pěšec · f2 bílý pěšec · g2 bílý pěšec · h2 bílý pěšec · d1 bílý věž · e1 bílý král · f1 bílý střelec · h1 bílý věž | a8 černý věž · d8 černý dáma · f8 černý věž · g8 černý král · a7 černý pěšec · b7 černý pěšec · e7 černý pěšec · f7 černý pěšec · g7 černý střelec · h7 černý pěšec · b6 černý jezdec · c6 černý pěšec · f6 černý jezdec · g6 černý pěšec · c5 bílý dáma · g5 bílý střelec · d4 bílý pěšec · e4 bílý pěšec · g4 černý střelec · c3 bílý jezdec · f3 bílý jezdec · a2 bílý pěšec · b2 bílý pěšec · f2 bílý pěšec · g2 bílý pěšec · h2 bílý pěšec · d1 bílý věž · e1 bílý král · f1 bílý střelec · h1 bílý věž | a8 černý věž · d8 černý dáma · f8 černý věž · g8 černý král · a7 černý pěšec · b7 černý pěšec · e7 černý pěšec · f7 černý pěšec · g7 černý střelec · h7 černý pěšec · b6 černý jezdec · c6 černý pěšec · f6 černý jezdec · g6 černý pěšec · c5 bílý dáma · g5 bílý střelec · d4 bílý pěšec · e4 bílý pěšec · g4 černý střelec · c3 bílý jezdec · f3 bílý jezdec · a2 bílý pěšec · b2 bílý pěšec · f2 bílý pěšec · g2 bílý pěšec · h2 bílý pěšec · d1 bílý věž · e1 bílý král · f1 bílý střelec · h1 bílý věž | a8 černý věž · d8 černý dáma · f8 černý věž · g8 černý král · a7 černý pěšec · b7 černý pěšec · e7 černý pěšec · f7 černý pěšec · g7 černý střelec · h7 černý pěšec · b6 černý jezdec · c6 černý pěšec · f6 černý jezdec · g6 černý pěšec · c5 bílý dáma · g5 bílý střelec · d4 bílý pěšec · e4 bílý pěšec · g4 černý střelec · c3 bílý jezdec · f3 bílý jezdec · a2 bílý pěšec · b2 bílý pěšec · f2 bílý pěšec · g2 bílý pěšec · h2 bílý pěšec · d1 bílý věž · e1 bílý král · f1 bílý střelec · h1 bílý věž | a8 černý věž · d8 černý dáma · f8 černý věž · g8 černý král · a7 černý pěšec · b7 černý pěšec · e7 černý pěšec · f7 černý pěšec · g7 černý střelec · h7 černý pěšec · b6 černý jezdec · c6 černý pěšec · f6 černý jezdec · g6 černý pěšec · c5 bílý dáma · g5 bílý střelec · d4 bílý pěšec · e4 bílý pěšec · g4 černý střelec · c3 bílý jezdec · f3 bílý jezdec · a2 bílý pěšec · b2 bílý pěšec · f2 bílý pěšec · g2 bílý pěšec · h2 bílý pěšec · d1 bílý věž · e1 bílý král · f1 bílý střelec · h1 bílý věž | a8 černý věž · d8 černý dáma · f8 černý věž · g8 černý král · a7 černý pěšec · b7 černý pěšec · e7 černý pěšec · f7 černý pěšec · g7 černý střelec · h7 černý pěšec · b6 černý jezdec · c6 černý pěšec · f6 černý jezdec · g6 černý pěšec · c5 bílý dáma · g5 bílý střelec · d4 bílý pěšec · e4 bílý pěšec · g4 černý střelec · c3 bílý jezdec · f3 bílý jezdec · a2 bílý pěšec · b2 bílý pěšec · f2 bílý pěšec · g2 bílý pěšec · h2 bílý pěšec · d1 bílý věž · e1 bílý král · f1 bílý střelec · h1 bílý věž | a8 černý věž · d8 černý dáma · f8 černý věž · g8 černý král · a7 černý pěšec · b7 černý pěšec · e7 černý pěšec · f7 černý pěšec · g7 černý střelec · h7 černý pěšec · b6 černý jezdec · c6 černý pěšec · f6 černý jezdec · g6 černý pěšec · c5 bílý dáma · g5 bílý střelec · d4 bílý pěšec · e4 bílý pěšec · g4 černý střelec · c3 bílý jezdec · f3 bílý jezdec · a2 bílý pěšec · b2 bílý pěšec · f2 bílý pěšec · g2 bílý pěšec · h2 bílý pěšec · d1 bílý věž · e1 bílý král · f1 bílý střelec · h1 bílý věž | a8 černý věž · d8 černý dáma · f8 černý věž · g8 černý král · a7 černý pěšec · b7 černý pěšec · e7 černý pěšec · f7 černý pěšec · g7 černý střelec · h7 černý pěšec · b6 černý jezdec · c6 černý pěšec · f6 černý jezdec · g6 černý pěšec · c5 bílý dáma · g5 bílý střelec · d4 bílý pěšec · e4 bílý pěšec · g4 černý střelec · c3 bílý jezdec · f3 bílý jezdec · a2 bílý pěšec · b2 bílý pěšec · f2 bílý pěšec · g2 bílý pěšec · h2 bílý pěšec · d1 bílý věž · e1 bílý král · f1 bílý střelec · h1 bílý věž | 1 |
|   | a | b | c | d | e | f | g | h |   |

11. Sg5? Ja4!
Využívá ztráty tempa bílého, který táhl v zahájení jednou figurou dvakrát. Na vzetí koně přijde Jxe4 s následujícími možnostmi pro bílého: 13. Dxe7 Da5+ 14. b4 Dxa4 15. Dxe4 Vfe8 16. Se7 Sxf3 17. gxf3 Sf8 se smrtelnou vazbou. 13. Sxe7 Jxc5 14. Sxd8 Jxa4 15. Sg5 Sxf3 16. gxf3 Jxb2 s pěšcem navíc u černého a mnoha bílými pěšcovými slabinami. 13. Dc1 Da5+ Jc3 Sxf3 15.gxf3 Jxg5 s vyrovnaným materiálem, ale lepší pozicí černého.
12. Da3 Jxc3
13. bxc3 Jxe4!
Další oběť, za kterou by černý získal útok na krále díky otevřenému sloupci e, proto ji Byrne odmítá.
14. Sxe7 Db6
15. Sc4 Jxc3!
16. Sc5 Vfe8+
|   | a | b | c | d | e | f | g | h |   |
| 8 | a8 černý věž · e8 černý věž · g8 černý král · a7 černý pěšec · b7 černý pěšec · f7 černý pěšec · g7 černý střelec · h7 černý pěšec · b6 černý dáma · c6 černý pěšec · g6 černý pěšec · c5 bílý střelec · c4 bílý střelec · d4 bílý pěšec · g4 černý střelec · a3 bílý dáma · c3 černý jezdec · f3 bílý jezdec · a2 bílý pěšec · f2 bílý pěšec · g2 bílý pěšec · h2 bílý pěšec · d1 bílý věž · f1 bílý král · h1 bílý věž | a8 černý věž · e8 černý věž · g8 černý král · a7 černý pěšec · b7 černý pěšec · f7 černý pěšec · g7 černý střelec · h7 černý pěšec · b6 černý dáma · c6 černý pěšec · g6 černý pěšec · c5 bílý střelec · c4 bílý střelec · d4 bílý pěšec · g4 černý střelec · a3 bílý dáma · c3 černý jezdec · f3 bílý jezdec · a2 bílý pěšec · f2 bílý pěšec · g2 bílý pěšec · h2 bílý pěšec · d1 bílý věž · f1 bílý král · h1 bílý věž | a8 černý věž · e8 černý věž · g8 černý král · a7 černý pěšec · b7 černý pěšec · f7 černý pěšec · g7 černý střelec · h7 černý pěšec · b6 černý dáma · c6 černý pěšec · g6 černý pěšec · c5 bílý střelec · c4 bílý střelec · d4 bílý pěšec · g4 černý střelec · a3 bílý dáma · c3 černý jezdec · f3 bílý jezdec · a2 bílý pěšec · f2 bílý pěšec · g2 bílý pěšec · h2 bílý pěšec · d1 bílý věž · f1 bílý král · h1 bílý věž | a8 černý věž · e8 černý věž · g8 černý král · a7 černý pěšec · b7 černý pěšec · f7 černý pěšec · g7 černý střelec · h7 černý pěšec · b6 černý dáma · c6 černý pěšec · g6 černý pěšec · c5 bílý střelec · c4 bílý střelec · d4 bílý pěšec · g4 černý střelec · a3 bílý dáma · c3 černý jezdec · f3 bílý jezdec · a2 bílý pěšec · f2 bílý pěšec · g2 bílý pěšec · h2 bílý pěšec · d1 bílý věž · f1 bílý král · h1 bílý věž | a8 černý věž · e8 černý věž · g8 černý král · a7 černý pěšec · b7 černý pěšec · f7 černý pěšec · g7 černý střelec · h7 černý pěšec · b6 černý dáma · c6 černý pěšec · g6 černý pěšec · c5 bílý střelec · c4 bílý střelec · d4 bílý pěšec · g4 černý střelec · a3 bílý dáma · c3 černý jezdec · f3 bílý jezdec · a2 bílý pěšec · f2 bílý pěšec · g2 bílý pěšec · h2 bílý pěšec · d1 bílý věž · f1 bílý král · h1 bílý věž | a8 černý věž · e8 černý věž · g8 černý král · a7 černý pěšec · b7 černý pěšec · f7 černý pěšec · g7 černý střelec · h7 černý pěšec · b6 černý dáma · c6 černý pěšec · g6 černý pěšec · c5 bílý střelec · c4 bílý střelec · d4 bílý pěšec · g4 černý střelec · a3 bílý dáma · c3 černý jezdec · f3 bílý jezdec · a2 bílý pěšec · f2 bílý pěšec · g2 bílý pěšec · h2 bílý pěšec · d1 bílý věž · f1 bílý král · h1 bílý věž | a8 černý věž · e8 černý věž · g8 černý král · a7 černý pěšec · b7 černý pěšec · f7 černý pěšec · g7 černý střelec · h7 černý pěšec · b6 černý dáma · c6 černý pěšec · g6 černý pěšec · c5 bílý střelec · c4 bílý střelec · d4 bílý pěšec · g4 černý střelec · a3 bílý dáma · c3 černý jezdec · f3 bílý jezdec · a2 bílý pěšec · f2 bílý pěšec · g2 bílý pěšec · h2 bílý pěšec · d1 bílý věž · f1 bílý král · h1 bílý věž | a8 černý věž · e8 černý věž · g8 černý král · a7 černý pěšec · b7 černý pěšec · f7 černý pěšec · g7 černý střelec · h7 černý pěšec · b6 černý dáma · c6 černý pěšec · g6 černý pěšec · c5 bílý střelec · c4 bílý střelec · d4 bílý pěšec · g4 černý střelec · a3 bílý dáma · c3 černý jezdec · f3 bílý jezdec · a2 bílý pěšec · f2 bílý pěšec · g2 bílý pěšec · h2 bílý pěšec · d1 bílý věž · f1 bílý král · h1 bílý věž | 8 |
| 7 | a8 černý věž · e8 černý věž · g8 černý král · a7 černý pěšec · b7 černý pěšec · f7 černý pěšec · g7 černý střelec · h7 černý pěšec · b6 černý dáma · c6 černý pěšec · g6 černý pěšec · c5 bílý střelec · c4 bílý střelec · d4 bílý pěšec · g4 černý střelec · a3 bílý dáma · c3 černý jezdec · f3 bílý jezdec · a2 bílý pěšec · f2 bílý pěšec · g2 bílý pěšec · h2 bílý pěšec · d1 bílý věž · f1 bílý král · h1 bílý věž | a8 černý věž · e8 černý věž · g8 černý král · a7 černý pěšec · b7 černý pěšec · f7 černý pěšec · g7 černý střelec · h7 černý pěšec · b6 černý dáma · c6 černý pěšec · g6 černý pěšec · c5 bílý střelec · c4 bílý střelec · d4 bílý pěšec · g4 černý střelec · a3 bílý dáma · c3 černý jezdec · f3 bílý jezdec · a2 bílý pěšec · f2 bílý pěšec · g2 bílý pěšec · h2 bílý pěšec · d1 bílý věž · f1 bílý král · h1 bílý věž | a8 černý věž · e8 černý věž · g8 černý král · a7 černý pěšec · b7 černý pěšec · f7 černý pěšec · g7 černý střelec · h7 černý pěšec · b6 černý dáma · c6 černý pěšec · g6 černý pěšec · c5 bílý střelec · c4 bílý střelec · d4 bílý pěšec · g4 černý střelec · a3 bílý dáma · c3 černý jezdec · f3 bílý jezdec · a2 bílý pěšec · f2 bílý pěšec · g2 bílý pěšec · h2 bílý pěšec · d1 bílý věž · f1 bílý král · h1 bílý věž | a8 černý věž · e8 černý věž · g8 černý král · a7 černý pěšec · b7 černý pěšec · f7 černý pěšec · g7 černý střelec · h7 černý pěšec · b6 černý dáma · c6 černý pěšec · g6 černý pěšec · c5 bílý střelec · c4 bílý střelec · d4 bílý pěšec · g4 černý střelec · a3 bílý dáma · c3 černý jezdec · f3 bílý jezdec · a2 bílý pěšec · f2 bílý pěšec · g2 bílý pěšec · h2 bílý pěšec · d1 bílý věž · f1 bílý král · h1 bílý věž | a8 černý věž · e8 černý věž · g8 černý král · a7 černý pěšec · b7 černý pěšec · f7 černý pěšec · g7 černý střelec · h7 černý pěšec · b6 černý dáma · c6 černý pěšec · g6 černý pěšec · c5 bílý střelec · c4 bílý střelec · d4 bílý pěšec · g4 černý střelec · a3 bílý dáma · c3 černý jezdec · f3 bílý jezdec · a2 bílý pěšec · f2 bílý pěšec · g2 bílý pěšec · h2 bílý pěšec · d1 bílý věž · f1 bílý král · h1 bílý věž | a8 černý věž · e8 černý věž · g8 černý král · a7 černý pěšec · b7 černý pěšec · f7 černý pěšec · g7 černý střelec · h7 černý pěšec · b6 černý dáma · c6 černý pěšec · g6 černý pěšec · c5 bílý střelec · c4 bílý střelec · d4 bílý pěšec · g4 černý střelec · a3 bílý dáma · c3 černý jezdec · f3 bílý jezdec · a2 bílý pěšec · f2 bílý pěšec · g2 bílý pěšec · h2 bílý pěšec · d1 bílý věž · f1 bílý král · h1 bílý věž | a8 černý věž · e8 černý věž · g8 černý král · a7 černý pěšec · b7 černý pěšec · f7 černý pěšec · g7 černý střelec · h7 černý pěšec · b6 černý dáma · c6 černý pěšec · g6 černý pěšec · c5 bílý střelec · c4 bílý střelec · d4 bílý pěšec · g4 černý střelec · a3 bílý dáma · c3 černý jezdec · f3 bílý jezdec · a2 bílý pěšec · f2 bílý pěšec · g2 bílý pěšec · h2 bílý pěšec · d1 bílý věž · f1 bílý král · h1 bílý věž | a8 černý věž · e8 černý věž · g8 černý král · a7 černý pěšec · b7 černý pěšec · f7 černý pěšec · g7 černý střelec · h7 černý pěšec · b6 černý dáma · c6 černý pěšec · g6 černý pěšec · c5 bílý střelec · c4 bílý střelec · d4 bílý pěšec · g4 černý střelec · a3 bílý dáma · c3 černý jezdec · f3 bílý jezdec · a2 bílý pěšec · f2 bílý pěšec · g2 bílý pěšec · h2 bílý pěšec · d1 bílý věž · f1 bílý král · h1 bílý věž | 7 |
| 6 | a8 černý věž · e8 černý věž · g8 černý král · a7 černý pěšec · b7 černý pěšec · f7 černý pěšec · g7 černý střelec · h7 černý pěšec · b6 černý dáma · c6 černý pěšec · g6 černý pěšec · c5 bílý střelec · c4 bílý střelec · d4 bílý pěšec · g4 černý střelec · a3 bílý dáma · c3 černý jezdec · f3 bílý jezdec · a2 bílý pěšec · f2 bílý pěšec · g2 bílý pěšec · h2 bílý pěšec · d1 bílý věž · f1 bílý král · h1 bílý věž | a8 černý věž · e8 černý věž · g8 černý král · a7 černý pěšec · b7 černý pěšec · f7 černý pěšec · g7 černý střelec · h7 černý pěšec · b6 černý dáma · c6 černý pěšec · g6 černý pěšec · c5 bílý střelec · c4 bílý střelec · d4 bílý pěšec · g4 černý střelec · a3 bílý dáma · c3 černý jezdec · f3 bílý jezdec · a2 bílý pěšec · f2 bílý pěšec · g2 bílý pěšec · h2 bílý pěšec · d1 bílý věž · f1 bílý král · h1 bílý věž | a8 černý věž · e8 černý věž · g8 černý král · a7 černý pěšec · b7 černý pěšec · f7 černý pěšec · g7 černý střelec · h7 černý pěšec · b6 černý dáma · c6 černý pěšec · g6 černý pěšec · c5 bílý střelec · c4 bílý střelec · d4 bílý pěšec · g4 černý střelec · a3 bílý dáma · c3 černý jezdec · f3 bílý jezdec · a2 bílý pěšec · f2 bílý pěšec · g2 bílý pěšec · h2 bílý pěšec · d1 bílý věž · f1 bílý král · h1 bílý věž | a8 černý věž · e8 černý věž · g8 černý král · a7 černý pěšec · b7 černý pěšec · f7 černý pěšec · g7 černý střelec · h7 černý pěšec · b6 černý dáma · c6 černý pěšec · g6 černý pěšec · c5 bílý střelec · c4 bílý střelec · d4 bílý pěšec · g4 černý střelec · a3 bílý dáma · c3 černý jezdec · f3 bílý jezdec · a2 bílý pěšec · f2 bílý pěšec · g2 bílý pěšec · h2 bílý pěšec · d1 bílý věž · f1 bílý král · h1 bílý věž | a8 černý věž · e8 černý věž · g8 černý král · a7 černý pěšec · b7 černý pěšec · f7 černý pěšec · g7 černý střelec · h7 černý pěšec · b6 černý dáma · c6 černý pěšec · g6 černý pěšec · c5 bílý střelec · c4 bílý střelec · d4 bílý pěšec · g4 černý střelec · a3 bílý dáma · c3 černý jezdec · f3 bílý jezdec · a2 bílý pěšec · f2 bílý pěšec · g2 bílý pěšec · h2 bílý pěšec · d1 bílý věž · f1 bílý král · h1 bílý věž | a8 černý věž · e8 černý věž · g8 černý král · a7 černý pěšec · b7 černý pěšec · f7 černý pěšec · g7 černý střelec · h7 černý pěšec · b6 černý dáma · c6 černý pěšec · g6 černý pěšec · c5 bílý střelec · c4 bílý střelec · d4 bílý pěšec · g4 černý střelec · a3 bílý dáma · c3 černý jezdec · f3 bílý jezdec · a2 bílý pěšec · f2 bílý pěšec · g2 bílý pěšec · h2 bílý pěšec · d1 bílý věž · f1 bílý král · h1 bílý věž | a8 černý věž · e8 černý věž · g8 černý král · a7 černý pěšec · b7 černý pěšec · f7 černý pěšec · g7 černý střelec · h7 černý pěšec · b6 černý dáma · c6 černý pěšec · g6 černý pěšec · c5 bílý střelec · c4 bílý střelec · d4 bílý pěšec · g4 černý střelec · a3 bílý dáma · c3 černý jezdec · f3 bílý jezdec · a2 bílý pěšec · f2 bílý pěšec · g2 bílý pěšec · h2 bílý pěšec · d1 bílý věž · f1 bílý král · h1 bílý věž | a8 černý věž · e8 černý věž · g8 černý král · a7 černý pěšec · b7 černý pěšec · f7 černý pěšec · g7 černý střelec · h7 černý pěšec · b6 černý dáma · c6 černý pěšec · g6 černý pěšec · c5 bílý střelec · c4 bílý střelec · d4 bílý pěšec · g4 černý střelec · a3 bílý dáma · c3 černý jezdec · f3 bílý jezdec · a2 bílý pěšec · f2 bílý pěšec · g2 bílý pěšec · h2 bílý pěšec · d1 bílý věž · f1 bílý král · h1 bílý věž | 6 |
| 5 | a8 černý věž · e8 černý věž · g8 černý král · a7 černý pěšec · b7 černý pěšec · f7 černý pěšec · g7 černý střelec · h7 černý pěšec · b6 černý dáma · c6 černý pěšec · g6 černý pěšec · c5 bílý střelec · c4 bílý střelec · d4 bílý pěšec · g4 černý střelec · a3 bílý dáma · c3 černý jezdec · f3 bílý jezdec · a2 bílý pěšec · f2 bílý pěšec · g2 bílý pěšec · h2 bílý pěšec · d1 bílý věž · f1 bílý král · h1 bílý věž | a8 černý věž · e8 černý věž · g8 černý král · a7 černý pěšec · b7 černý pěšec · f7 černý pěšec · g7 černý střelec · h7 černý pěšec · b6 černý dáma · c6 černý pěšec · g6 černý pěšec · c5 bílý střelec · c4 bílý střelec · d4 bílý pěšec · g4 černý střelec · a3 bílý dáma · c3 černý jezdec · f3 bílý jezdec · a2 bílý pěšec · f2 bílý pěšec · g2 bílý pěšec · h2 bílý pěšec · d1 bílý věž · f1 bílý král · h1 bílý věž | a8 černý věž · e8 černý věž · g8 černý král · a7 černý pěšec · b7 černý pěšec · f7 černý pěšec · g7 černý střelec · h7 černý pěšec · b6 černý dáma · c6 černý pěšec · g6 černý pěšec · c5 bílý střelec · c4 bílý střelec · d4 bílý pěšec · g4 černý střelec · a3 bílý dáma · c3 černý jezdec · f3 bílý jezdec · a2 bílý pěšec · f2 bílý pěšec · g2 bílý pěšec · h2 bílý pěšec · d1 bílý věž · f1 bílý král · h1 bílý věž | a8 černý věž · e8 černý věž · g8 černý král · a7 černý pěšec · b7 černý pěšec · f7 černý pěšec · g7 černý střelec · h7 černý pěšec · b6 černý dáma · c6 černý pěšec · g6 černý pěšec · c5 bílý střelec · c4 bílý střelec · d4 bílý pěšec · g4 černý střelec · a3 bílý dáma · c3 černý jezdec · f3 bílý jezdec · a2 bílý pěšec · f2 bílý pěšec · g2 bílý pěšec · h2 bílý pěšec · d1 bílý věž · f1 bílý král · h1 bílý věž | a8 černý věž · e8 černý věž · g8 černý král · a7 černý pěšec · b7 černý pěšec · f7 černý pěšec · g7 černý střelec · h7 černý pěšec · b6 černý dáma · c6 černý pěšec · g6 černý pěšec · c5 bílý střelec · c4 bílý střelec · d4 bílý pěšec · g4 černý střelec · a3 bílý dáma · c3 černý jezdec · f3 bílý jezdec · a2 bílý pěšec · f2 bílý pěšec · g2 bílý pěšec · h2 bílý pěšec · d1 bílý věž · f1 bílý král · h1 bílý věž | a8 černý věž · e8 černý věž · g8 černý král · a7 černý pěšec · b7 černý pěšec · f7 černý pěšec · g7 černý střelec · h7 černý pěšec · b6 černý dáma · c6 černý pěšec · g6 černý pěšec · c5 bílý střelec · c4 bílý střelec · d4 bílý pěšec · g4 černý střelec · a3 bílý dáma · c3 černý jezdec · f3 bílý jezdec · a2 bílý pěšec · f2 bílý pěšec · g2 bílý pěšec · h2 bílý pěšec · d1 bílý věž · f1 bílý král · h1 bílý věž | a8 černý věž · e8 černý věž · g8 černý král · a7 černý pěšec · b7 černý pěšec · f7 černý pěšec · g7 černý střelec · h7 černý pěšec · b6 černý dáma · c6 černý pěšec · g6 černý pěšec · c5 bílý střelec · c4 bílý střelec · d4 bílý pěšec · g4 černý střelec · a3 bílý dáma · c3 černý jezdec · f3 bílý jezdec · a2 bílý pěšec · f2 bílý pěšec · g2 bílý pěšec · h2 bílý pěšec · d1 bílý věž · f1 bílý král · h1 bílý věž | a8 černý věž · e8 černý věž · g8 černý král · a7 černý pěšec · b7 černý pěšec · f7 černý pěšec · g7 černý střelec · h7 černý pěšec · b6 černý dáma · c6 černý pěšec · g6 černý pěšec · c5 bílý střelec · c4 bílý střelec · d4 bílý pěšec · g4 černý střelec · a3 bílý dáma · c3 černý jezdec · f3 bílý jezdec · a2 bílý pěšec · f2 bílý pěšec · g2 bílý pěšec · h2 bílý pěšec · d1 bílý věž · f1 bílý král · h1 bílý věž | 5 |
| 4 | a8 černý věž · e8 černý věž · g8 černý král · a7 černý pěšec · b7 černý pěšec · f7 černý pěšec · g7 černý střelec · h7 černý pěšec · b6 černý dáma · c6 černý pěšec · g6 černý pěšec · c5 bílý střelec · c4 bílý střelec · d4 bílý pěšec · g4 černý střelec · a3 bílý dáma · c3 černý jezdec · f3 bílý jezdec · a2 bílý pěšec · f2 bílý pěšec · g2 bílý pěšec · h2 bílý pěšec · d1 bílý věž · f1 bílý král · h1 bílý věž | a8 černý věž · e8 černý věž · g8 černý král · a7 černý pěšec · b7 černý pěšec · f7 černý pěšec · g7 černý střelec · h7 černý pěšec · b6 černý dáma · c6 černý pěšec · g6 černý pěšec · c5 bílý střelec · c4 bílý střelec · d4 bílý pěšec · g4 černý střelec · a3 bílý dáma · c3 černý jezdec · f3 bílý jezdec · a2 bílý pěšec · f2 bílý pěšec · g2 bílý pěšec · h2 bílý pěšec · d1 bílý věž · f1 bílý král · h1 bílý věž | a8 černý věž · e8 černý věž · g8 černý král · a7 černý pěšec · b7 černý pěšec · f7 černý pěšec · g7 černý střelec · h7 černý pěšec · b6 černý dáma · c6 černý pěšec · g6 černý pěšec · c5 bílý střelec · c4 bílý střelec · d4 bílý pěšec · g4 černý střelec · a3 bílý dáma · c3 černý jezdec · f3 bílý jezdec · a2 bílý pěšec · f2 bílý pěšec · g2 bílý pěšec · h2 bílý pěšec · d1 bílý věž · f1 bílý král · h1 bílý věž | a8 černý věž · e8 černý věž · g8 černý král · a7 černý pěšec · b7 černý pěšec · f7 černý pěšec · g7 černý střelec · h7 černý pěšec · b6 černý dáma · c6 černý pěšec · g6 černý pěšec · c5 bílý střelec · c4 bílý střelec · d4 bílý pěšec · g4 černý střelec · a3 bílý dáma · c3 černý jezdec · f3 bílý jezdec · a2 bílý pěšec · f2 bílý pěšec · g2 bílý pěšec · h2 bílý pěšec · d1 bílý věž · f1 bílý král · h1 bílý věž | a8 černý věž · e8 černý věž · g8 černý král · a7 černý pěšec · b7 černý pěšec · f7 černý pěšec · g7 černý střelec · h7 černý pěšec · b6 černý dáma · c6 černý pěšec · g6 černý pěšec · c5 bílý střelec · c4 bílý střelec · d4 bílý pěšec · g4 černý střelec · a3 bílý dáma · c3 černý jezdec · f3 bílý jezdec · a2 bílý pěšec · f2 bílý pěšec · g2 bílý pěšec · h2 bílý pěšec · d1 bílý věž · f1 bílý král · h1 bílý věž | a8 černý věž · e8 černý věž · g8 černý král · a7 černý pěšec · b7 černý pěšec · f7 černý pěšec · g7 černý střelec · h7 černý pěšec · b6 černý dáma · c6 černý pěšec · g6 černý pěšec · c5 bílý střelec · c4 bílý střelec · d4 bílý pěšec · g4 černý střelec · a3 bílý dáma · c3 černý jezdec · f3 bílý jezdec · a2 bílý pěšec · f2 bílý pěšec · g2 bílý pěšec · h2 bílý pěšec · d1 bílý věž · f1 bílý král · h1 bílý věž | a8 černý věž · e8 černý věž · g8 černý král · a7 černý pěšec · b7 černý pěšec · f7 černý pěšec · g7 černý střelec · h7 černý pěšec · b6 černý dáma · c6 černý pěšec · g6 černý pěšec · c5 bílý střelec · c4 bílý střelec · d4 bílý pěšec · g4 černý střelec · a3 bílý dáma · c3 černý jezdec · f3 bílý jezdec · a2 bílý pěšec · f2 bílý pěšec · g2 bílý pěšec · h2 bílý pěšec · d1 bílý věž · f1 bílý král · h1 bílý věž | a8 černý věž · e8 černý věž · g8 černý král · a7 černý pěšec · b7 černý pěšec · f7 černý pěšec · g7 černý střelec · h7 černý pěšec · b6 černý dáma · c6 černý pěšec · g6 černý pěšec · c5 bílý střelec · c4 bílý střelec · d4 bílý pěšec · g4 černý střelec · a3 bílý dáma · c3 černý jezdec · f3 bílý jezdec · a2 bílý pěšec · f2 bílý pěšec · g2 bílý pěšec · h2 bílý pěšec · d1 bílý věž · f1 bílý král · h1 bílý věž | 4 |
| 3 | a8 černý věž · e8 černý věž · g8 černý král · a7 černý pěšec · b7 černý pěšec · f7 černý pěšec · g7 černý střelec · h7 černý pěšec · b6 černý dáma · c6 černý pěšec · g6 černý pěšec · c5 bílý střelec · c4 bílý střelec · d4 bílý pěšec · g4 černý střelec · a3 bílý dáma · c3 černý jezdec · f3 bílý jezdec · a2 bílý pěšec · f2 bílý pěšec · g2 bílý pěšec · h2 bílý pěšec · d1 bílý věž · f1 bílý král · h1 bílý věž | a8 černý věž · e8 černý věž · g8 černý král · a7 černý pěšec · b7 černý pěšec · f7 černý pěšec · g7 černý střelec · h7 černý pěšec · b6 černý dáma · c6 černý pěšec · g6 černý pěšec · c5 bílý střelec · c4 bílý střelec · d4 bílý pěšec · g4 černý střelec · a3 bílý dáma · c3 černý jezdec · f3 bílý jezdec · a2 bílý pěšec · f2 bílý pěšec · g2 bílý pěšec · h2 bílý pěšec · d1 bílý věž · f1 bílý král · h1 bílý věž | a8 černý věž · e8 černý věž · g8 černý král · a7 černý pěšec · b7 černý pěšec · f7 černý pěšec · g7 černý střelec · h7 černý pěšec · b6 černý dáma · c6 černý pěšec · g6 černý pěšec · c5 bílý střelec · c4 bílý střelec · d4 bílý pěšec · g4 černý střelec · a3 bílý dáma · c3 černý jezdec · f3 bílý jezdec · a2 bílý pěšec · f2 bílý pěšec · g2 bílý pěšec · h2 bílý pěšec · d1 bílý věž · f1 bílý král · h1 bílý věž | a8 černý věž · e8 černý věž · g8 černý král · a7 černý pěšec · b7 černý pěšec · f7 černý pěšec · g7 černý střelec · h7 černý pěšec · b6 černý dáma · c6 černý pěšec · g6 černý pěšec · c5 bílý střelec · c4 bílý střelec · d4 bílý pěšec · g4 černý střelec · a3 bílý dáma · c3 černý jezdec · f3 bílý jezdec · a2 bílý pěšec · f2 bílý pěšec · g2 bílý pěšec · h2 bílý pěšec · d1 bílý věž · f1 bílý král · h1 bílý věž | a8 černý věž · e8 černý věž · g8 černý král · a7 černý pěšec · b7 černý pěšec · f7 černý pěšec · g7 černý střelec · h7 černý pěšec · b6 černý dáma · c6 černý pěšec · g6 černý pěšec · c5 bílý střelec · c4 bílý střelec · d4 bílý pěšec · g4 černý střelec · a3 bílý dáma · c3 černý jezdec · f3 bílý jezdec · a2 bílý pěšec · f2 bílý pěšec · g2 bílý pěšec · h2 bílý pěšec · d1 bílý věž · f1 bílý král · h1 bílý věž | a8 černý věž · e8 černý věž · g8 černý král · a7 černý pěšec · b7 černý pěšec · f7 černý pěšec · g7 černý střelec · h7 černý pěšec · b6 černý dáma · c6 černý pěšec · g6 černý pěšec · c5 bílý střelec · c4 bílý střelec · d4 bílý pěšec · g4 černý střelec · a3 bílý dáma · c3 černý jezdec · f3 bílý jezdec · a2 bílý pěšec · f2 bílý pěšec · g2 bílý pěšec · h2 bílý pěšec · d1 bílý věž · f1 bílý král · h1 bílý věž | a8 černý věž · e8 černý věž · g8 černý král · a7 černý pěšec · b7 černý pěšec · f7 černý pěšec · g7 černý střelec · h7 černý pěšec · b6 černý dáma · c6 černý pěšec · g6 černý pěšec · c5 bílý střelec · c4 bílý střelec · d4 bílý pěšec · g4 černý střelec · a3 bílý dáma · c3 černý jezdec · f3 bílý jezdec · a2 bílý pěšec · f2 bílý pěšec · g2 bílý pěšec · h2 bílý pěšec · d1 bílý věž · f1 bílý král · h1 bílý věž | a8 černý věž · e8 černý věž · g8 černý král · a7 černý pěšec · b7 černý pěšec · f7 černý pěšec · g7 černý střelec · h7 černý pěšec · b6 černý dáma · c6 černý pěšec · g6 černý pěšec · c5 bílý střelec · c4 bílý střelec · d4 bílý pěšec · g4 černý střelec · a3 bílý dáma · c3 černý jezdec · f3 bílý jezdec · a2 bílý pěšec · f2 bílý pěšec · g2 bílý pěšec · h2 bílý pěšec · d1 bílý věž · f1 bílý král · h1 bílý věž | 3 |
| 2 | a8 černý věž · e8 černý věž · g8 černý král · a7 černý pěšec · b7 černý pěšec · f7 černý pěšec · g7 černý střelec · h7 černý pěšec · b6 černý dáma · c6 černý pěšec · g6 černý pěšec · c5 bílý střelec · c4 bílý střelec · d4 bílý pěšec · g4 černý střelec · a3 bílý dáma · c3 černý jezdec · f3 bílý jezdec · a2 bílý pěšec · f2 bílý pěšec · g2 bílý pěšec · h2 bílý pěšec · d1 bílý věž · f1 bílý král · h1 bílý věž | a8 černý věž · e8 černý věž · g8 černý král · a7 černý pěšec · b7 černý pěšec · f7 černý pěšec · g7 černý střelec · h7 černý pěšec · b6 černý dáma · c6 černý pěšec · g6 černý pěšec · c5 bílý střelec · c4 bílý střelec · d4 bílý pěšec · g4 černý střelec · a3 bílý dáma · c3 černý jezdec · f3 bílý jezdec · a2 bílý pěšec · f2 bílý pěšec · g2 bílý pěšec · h2 bílý pěšec · d1 bílý věž · f1 bílý král · h1 bílý věž | a8 černý věž · e8 černý věž · g8 černý král · a7 černý pěšec · b7 černý pěšec · f7 černý pěšec · g7 černý střelec · h7 černý pěšec · b6 černý dáma · c6 černý pěšec · g6 černý pěšec · c5 bílý střelec · c4 bílý střelec · d4 bílý pěšec · g4 černý střelec · a3 bílý dáma · c3 černý jezdec · f3 bílý jezdec · a2 bílý pěšec · f2 bílý pěšec · g2 bílý pěšec · h2 bílý pěšec · d1 bílý věž · f1 bílý král · h1 bílý věž | a8 černý věž · e8 černý věž · g8 černý král · a7 černý pěšec · b7 černý pěšec · f7 černý pěšec · g7 černý střelec · h7 černý pěšec · b6 černý dáma · c6 černý pěšec · g6 černý pěšec · c5 bílý střelec · c4 bílý střelec · d4 bílý pěšec · g4 černý střelec · a3 bílý dáma · c3 černý jezdec · f3 bílý jezdec · a2 bílý pěšec · f2 bílý pěšec · g2 bílý pěšec · h2 bílý pěšec · d1 bílý věž · f1 bílý král · h1 bílý věž | a8 černý věž · e8 černý věž · g8 černý král · a7 černý pěšec · b7 černý pěšec · f7 černý pěšec · g7 černý střelec · h7 černý pěšec · b6 černý dáma · c6 černý pěšec · g6 černý pěšec · c5 bílý střelec · c4 bílý střelec · d4 bílý pěšec · g4 černý střelec · a3 bílý dáma · c3 černý jezdec · f3 bílý jezdec · a2 bílý pěšec · f2 bílý pěšec · g2 bílý pěšec · h2 bílý pěšec · d1 bílý věž · f1 bílý král · h1 bílý věž | a8 černý věž · e8 černý věž · g8 černý král · a7 černý pěšec · b7 černý pěšec · f7 černý pěšec · g7 černý střelec · h7 černý pěšec · b6 černý dáma · c6 černý pěšec · g6 černý pěšec · c5 bílý střelec · c4 bílý střelec · d4 bílý pěšec · g4 černý střelec · a3 bílý dáma · c3 černý jezdec · f3 bílý jezdec · a2 bílý pěšec · f2 bílý pěšec · g2 bílý pěšec · h2 bílý pěšec · d1 bílý věž · f1 bílý král · h1 bílý věž | a8 černý věž · e8 černý věž · g8 černý král · a7 černý pěšec · b7 černý pěšec · f7 černý pěšec · g7 černý střelec · h7 černý pěšec · b6 černý dáma · c6 černý pěšec · g6 černý pěšec · c5 bílý střelec · c4 bílý střelec · d4 bílý pěšec · g4 černý střelec · a3 bílý dáma · c3 černý jezdec · f3 bílý jezdec · a2 bílý pěšec · f2 bílý pěšec · g2 bílý pěšec · h2 bílý pěšec · d1 bílý věž · f1 bílý král · h1 bílý věž | a8 černý věž · e8 černý věž · g8 černý král · a7 černý pěšec · b7 černý pěšec · f7 černý pěšec · g7 černý střelec · h7 černý pěšec · b6 černý dáma · c6 černý pěšec · g6 černý pěšec · c5 bílý střelec · c4 bílý střelec · d4 bílý pěšec · g4 černý střelec · a3 bílý dáma · c3 černý jezdec · f3 bílý jezdec · a2 bílý pěšec · f2 bílý pěšec · g2 bílý pěšec · h2 bílý pěšec · d1 bílý věž · f1 bílý král · h1 bílý věž | 2 |
| 1 | a8 černý věž · e8 černý věž · g8 černý král · a7 černý pěšec · b7 černý pěšec · f7 černý pěšec · g7 černý střelec · h7 černý pěšec · b6 černý dáma · c6 černý pěšec · g6 černý pěšec · c5 bílý střelec · c4 bílý střelec · d4 bílý pěšec · g4 černý střelec · a3 bílý dáma · c3 černý jezdec · f3 bílý jezdec · a2 bílý pěšec · f2 bílý pěšec · g2 bílý pěšec · h2 bílý pěšec · d1 bílý věž · f1 bílý král · h1 bílý věž | a8 černý věž · e8 černý věž · g8 černý král · a7 černý pěšec · b7 černý pěšec · f7 černý pěšec · g7 černý střelec · h7 černý pěšec · b6 černý dáma · c6 černý pěšec · g6 černý pěšec · c5 bílý střelec · c4 bílý střelec · d4 bílý pěšec · g4 černý střelec · a3 bílý dáma · c3 černý jezdec · f3 bílý jezdec · a2 bílý pěšec · f2 bílý pěšec · g2 bílý pěšec · h2 bílý pěšec · d1 bílý věž · f1 bílý král · h1 bílý věž | a8 černý věž · e8 černý věž · g8 černý král · a7 černý pěšec · b7 černý pěšec · f7 černý pěšec · g7 černý střelec · h7 černý pěšec · b6 černý dáma · c6 černý pěšec · g6 černý pěšec · c5 bílý střelec · c4 bílý střelec · d4 bílý pěšec · g4 černý střelec · a3 bílý dáma · c3 černý jezdec · f3 bílý jezdec · a2 bílý pěšec · f2 bílý pěšec · g2 bílý pěšec · h2 bílý pěšec · d1 bílý věž · f1 bílý král · h1 bílý věž | a8 černý věž · e8 černý věž · g8 černý král · a7 černý pěšec · b7 černý pěšec · f7 černý pěšec · g7 černý střelec · h7 černý pěšec · b6 černý dáma · c6 černý pěšec · g6 černý pěšec · c5 bílý střelec · c4 bílý střelec · d4 bílý pěšec · g4 černý střelec · a3 bílý dáma · c3 černý jezdec · f3 bílý jezdec · a2 bílý pěšec · f2 bílý pěšec · g2 bílý pěšec · h2 bílý pěšec · d1 bílý věž · f1 bílý král · h1 bílý věž | a8 černý věž · e8 černý věž · g8 černý král · a7 černý pěšec · b7 černý pěšec · f7 černý pěšec · g7 černý střelec · h7 černý pěšec · b6 černý dáma · c6 černý pěšec · g6 černý pěšec · c5 bílý střelec · c4 bílý střelec · d4 bílý pěšec · g4 černý střelec · a3 bílý dáma · c3 černý jezdec · f3 bílý jezdec · a2 bílý pěšec · f2 bílý pěšec · g2 bílý pěšec · h2 bílý pěšec · d1 bílý věž · f1 bílý král · h1 bílý věž | a8 černý věž · e8 černý věž · g8 černý král · a7 černý pěšec · b7 černý pěšec · f7 černý pěšec · g7 černý střelec · h7 černý pěšec · b6 černý dáma · c6 černý pěšec · g6 černý pěšec · c5 bílý střelec · c4 bílý střelec · d4 bílý pěšec · g4 černý střelec · a3 bílý dáma · c3 černý jezdec · f3 bílý jezdec · a2 bílý pěšec · f2 bílý pěšec · g2 bílý pěšec · h2 bílý pěšec · d1 bílý věž · f1 bílý král · h1 bílý věž | a8 černý věž · e8 černý věž · g8 černý král · a7 černý pěšec · b7 černý pěšec · f7 černý pěšec · g7 černý střelec · h7 černý pěšec · b6 černý dáma · c6 černý pěšec · g6 černý pěšec · c5 bílý střelec · c4 bílý střelec · d4 bílý pěšec · g4 černý střelec · a3 bílý dáma · c3 černý jezdec · f3 bílý jezdec · a2 bílý pěšec · f2 bílý pěšec · g2 bílý pěšec · h2 bílý pěšec · d1 bílý věž · f1 bílý král · h1 bílý věž | a8 černý věž · e8 černý věž · g8 černý král · a7 černý pěšec · b7 černý pěšec · f7 černý pěšec · g7 černý střelec · h7 černý pěšec · b6 černý dáma · c6 černý pěšec · g6 černý pěšec · c5 bílý střelec · c4 bílý střelec · d4 bílý pěšec · g4 černý střelec · a3 bílý dáma · c3 černý jezdec · f3 bílý jezdec · a2 bílý pěšec · f2 bílý pěšec · g2 bílý pěšec · h2 bílý pěšec · d1 bílý věž · f1 bílý král · h1 bílý věž | 1 |
|   | a | b | c | d | e | f | g | h |   |

17. Kf1 Se6!!
Vynikající tah, který proslavil tuto partii. Fischer se nesnaží uhnout s dámou a zahajuje protiútok. Bílý nemůže prostě vzít střelce, protože by dostal mat: 18. Sxe6 Db5+ 19. Kg1 Je2+ 20. Kf1 Jg3+ 21. Kg1 Df1+ 22. Vxf1 Je2#
18. Sxb6 Sxc4+
Byrne získal černou dámu, ale sérií odtažných šachů teď Fischer získá materiál.
19. Kg1 Je2+
20. Kf1 Jxd4+
21. Kg1 Je2+
22. Kf1 Jc3+
23. Kg1 axb6
Dobírá figuru s tempem.
24. Db4 Va4
Figury černého nádherně spolupracují, kůň na c3 chrání věž na a4 a ta zase střelce na c4. Dáma teď musí ustoupit.
25. Dxb6 Jxd1
Byrne bere pěšce, ale jeho dáma teď bude stát špatně. Za obětovanou dámu získal Fischer věž, dva střelce a pěšce. Bílá věž na h1 je navíc mimo hru a černý má iniciativu.
26. h3 Vxa2
27. Kh2 Jxf2
28. Ve1 Vxe1
29. Qd8+ Sf8
30. Jxe1 Sd5
31. Jf3 Je4
32. Db8 b5
33. h4 h5
34. Je5 Kg7
Ustupuje z vazby, aby se střelec mohl zapojit do útoku.
35. Kg1 Sc5+
Fischer vyhání bílého krále z úkrytu. Jeho figury nadále harmonicky spolupracují.
36. Kf1 Jg3+
Následuje matové vedení dvěma střelci, koněm a věží.
37. Ke1 Sb4+
38. Kd1 Sb3+
39. Kc1 Je2+
40. Kb1 Jc3+
41. Kc1 Vc2#